# ۳۵۱ (پیش از میلاد)
۳۵۱ (پیش از میلاد) ۳۵۱مین سال قبل از تقویم میلادی است.